# Dawn (quotidiano)
Dawn è il più antico e anche il maggiore quotidiano in lingua inglese del Pakistan.
Dawn è pubblicato da Pakistan Herald Publications, che possiede anche la rivista Herald, la rivista di tecnologia dell'informazione Spider e la rivista di marketing e media Aurora. Herald non è più pubblicato. Il suo ultimo numero è stato pubblicato a luglio 2019.
Dawn è stato fondato da Mohammad Ali Jinnah a Delhi, in India, il 26 ottobre 1941, come organo portavoce della Lega Musulmana. Il primo numero fu stampato alla Latifi Press il 12 ottobre 1942. Il giornale ha uffici a Karachi (Sindh), Lahore (Punjab) e nella capitale federale Islamabad e vari corrispondenti all'estero. A partire dal 2010, ha una tiratura nei giorni feriali di oltre 109 000 copie. L'amministratore delegato del gruppo Dawn è Hameed Haroon e l'attuale editore è Zaffar Abbas. Il 24 marzo 2016 è diventato il primo quotidiano a opporsi alla ripresa della pena di morte in Pakistan.